# Poodytes
Genre
Poodytes est un genre de passereaux de la famille des Locustellidae. Il regroupe cinq espèces (dont une éteinte) de mégalures.

## Répartition
Ses membres se répartissent à travers l'écozone australasienne.

## Liste alphabétique des espèces
Selon la classification de référence du Congrès ornithologique international (15.1, 2025) :
- Poodytes albolimbatus D'Albertis & Salvadori, 1879 — Mégalure à ventre blanc
- Poodytes carteri (North, 1900) — Mégalure du spinifex
- Poodytes punctatus (Quoy & Gaimard, 1832) — Mégalure matata
- Poodytes gramineus (Gould, 1845) — Mégalure menue
- † Poodytes rufescens (Buller, 1869) — Mégalure des Chatham

## Taxonomie
Ce genre a été créé par la classification de référence du Congrès ornithologique international (version 8.2, 2018) à la suite de la réorganisation de la famille des Locustellidae. Les espèces correspondantes faisaient auparavant partie du genre Megalurus.